# 貨物利用運送事業法
貨物利用運送事業法（かもつりよううんそうじぎょうほう、平成元年12月19日法律第82号）は、貨物利用運送事業に関する日本の法律である。成立当初の名称は「貨物運送取扱事業法」。
1989年12月19日に公布された。この法律は、貨物利用運送事業の運営を適正かつ合理的なものとすることにより、貨物利用運送事業の健全な発達を図るとともに、貨物の流通の分野における利用者の需要の高度化および多様化に対応した貨物の運送サービスの円滑な提供を確保し、もって利用者の利益の保護およびその利便の増進に寄与することを目的とする。

## 定義
第二条　この法律において「実運送」とは、船舶運航事業者、航空運送事業者、鉄道運送事業者又は貨物自動車運送事業者（以下「実運送事業者」という。）の行う貨物の運送をいい、「利用運送」とは、運送事業者の行う運送（実運送に係るものに限る。）を利用してする貨物の運送をいう。

２　この法律において「船舶運航事業者」とは、海上運送法（昭和二十四年法律第百八十七号）第二条第二項の船舶運航事業（同法第四十四条の規定により同法が準用される船舶運航の事業を含む。）を経営する者をいう。

３　この法律において「航空運送事業者」とは、航空法（昭和二十七年法律第二百三十一号）第二条第十八項の航空運送事業を経営する者をいう。

４　この法律において「鉄道運送事業者」とは、鉄道事業法（昭和六十一年法律第九十二号）第二条第二項の第一種鉄道事業若しくは同条第三項の第二種鉄道事業を経営する者又は軌道法（大正十年法律第七十六号）第四条に規定する軌道経営者をいう。

５　この法律において「貨物自動車運送事業者」とは、貨物自動車運送事業法（平成元年法律第八十三号）第二条第二項の一般貨物自動車運送事業又は同条第三項の特定貨物自動車運送事業を経営する者をいう。

貨物利用運送事業とは、実運送を利用して、貨物の運送を行う事業者である。船舶・航空・鉄道・自動車運送が該当する。

## 歴史
| 年度           | 事業者数 |
| -------------- | -------- |
| 昭和13（1938） | 7,991    |
| 昭和14（1939） | 7,624    |
| 昭和15（1940） | 6,360    |
| 昭和16（1941） | 5,074    |
| 昭和17（1942） | 3,564    |
| 昭和18（1943） | 1,240    |
| 昭和19（1944） | 821      |
| 昭和20（1945） | 718      |
| 昭和21（1946） | 285      |

初期は「小運送業」と呼ばれ、鉄道の「大運送」と対比された。

### 官営鉄道の開始
日本で初めての鉄道貨物輸送が行われたのは、日本の鉄道開業から約一年後の1873年（明治6年）9月15日である。初期は三井組（三井銀行を経て現・三井倉庫ホールディングス）が、官設鉄道（現・JR）を利用した鉄道貨物取扱事業を行っていた。後に、内国通運会社（1875年）に引き継がれた。同社は江戸時代からの飛脚輸送の問屋会社であった「陸運元会社（1872年）」を前身とする。
1879年ごろには新規参入者が相次ぎ、大手は以下の会社であった。
- 内国通運会社（1875年）→  内国通運株式会社（1928年）[7]
- 日本逓業株式会社（1899年） → 日本運送株式会社（1916年） → 国際運送株式会社 （1923年）[8]

1914年には、全国に8,000店以上の小運送業者が乱立するようになった。
1926年には、内国通運・国際運送・明治運送の3社の共同出資にて合同運送株式会社が成立した。さらに1928年には内国通運が、国際運送・明治運送・合同運送を吸収し、国際通運株式会社となった。

### 1937年 小運送業法

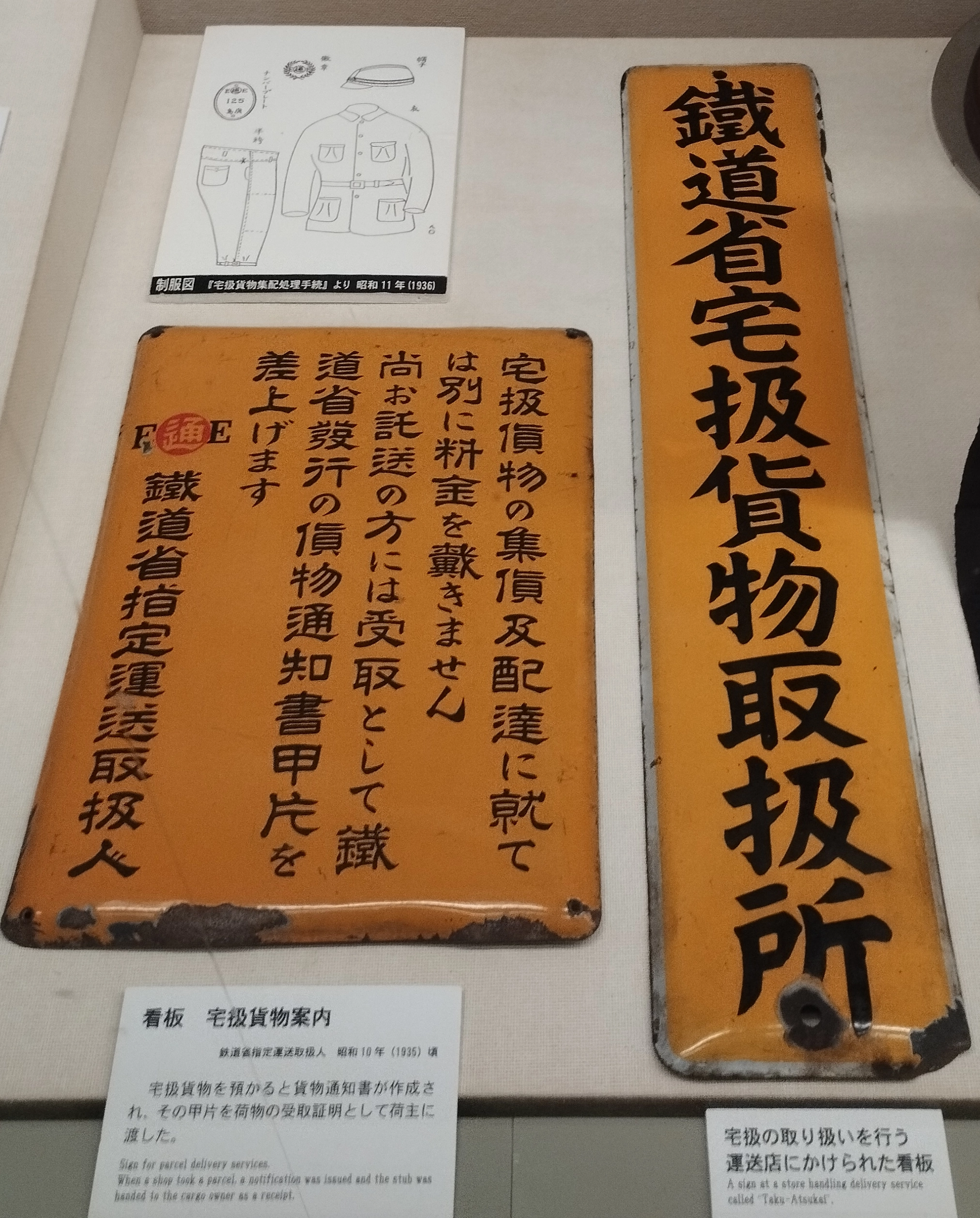
日本通運 鉄道省指定運送取扱人看板（1935）

1937年には小運送業法および日本通運株式会社法が施行され、鉄道大臣による免許制となった。

第1条　本法に於て小運送業とは左に挙ける事業を言う。

　一　鉄道、軌道若しくは自動車運輸事業の為す物品運送又は此等の運送機関と通運送を為す運送機関に依る通物品運送の運送取扱業又は運送代弁業
 
　二　鉄道、軌道若しくは自動車運輸事業に附隨し又は之を利用して為す陸上の物品運送業

第2条　小運送業を營まんとする者は主務大臣の免許を受くべし。
—小運送業法（昭和十二年）
日本通運（現・NIPPON EXPRESSホールディングス）は同業の国際通運株式会社などを吸収、政府は50%を出資した。小運送事業者はすべて、日本通運の加盟店となって事業を行うとされた。日本通運そのものは小運送事業を行ってはいなかった。

第1条　日本通運株式会社は小運送業の健全なる発達を司る為左の事業を営むことを目的とする株式会社とす

　一　小運送業の取引により生ずる債権債務の決済に関する事業

　二　貨物引換証の整理及び保証に関する事業

　三　小運送業の助長に必要なる事業

　四　小運送業及びこれに付帯する事業

　日本通運株式会社は小運送業又はこれに関係する事業に投資することを得

第4条　政府は日本通運株式会社の資本の半額を限りその株式の引受を為すことを得
—日本通運株式会社法（昭和十二年）
戦時体制下の1941年になると、日本通運は自身で小運送事業に進出した。さらに同業大手の小運送事業者6社を吸収、その他の事業者も傘下に収められ、小運送業は同社の独占事業となった。

### 1950年 通運事業法
戦後、日本通運は過度経済力集中排除法の指定を受けるが、GHQの政策変更（逆コース）により集中排除法そのものの適用ではなく、『日本通運株式会社法を廃止する法律』によりそれまでの特殊会社から商法（現・会社法）に基づく一般的な株式会社に切り替わることになり、民営化され株式市場に上場した。
1950年には小運送業法は通運事業法に改定され、運輸大臣による免許制となった。

第二条　この法律で、「通運」とは、他人の需用に応じてする左に掲げる行為をいう。

　一　自己の名をもつてする鉄道（軌道及び日本国有鉄道の経営する航路を含む。以下同じ。）による物品運送の取次又は運送物品の鉄道からの受取

　二　鉄道により運送される物品の他人の名をもつてする鉄道への託送又は鉄道からの受取

　三　鉄道により運送される物品の集貨又は配達（海上におけるものを除く。）

　四　鉄道により運送される物品の鉄道の車両（日本国有鉄道の経営する航路の船舶を含む。）への積込又は取卸

　五　鉄道を利用してする物品の運送

２　この法律で、「通運事業」とは、営利を目的とするとしないとを問わず、通運を行う事業（国の行う郵便の事業を除く。）をいう。
—通運事業法

### 1989年 貨物運送取扱事業法
1989年には貨物運送取扱事業法に改定され、鉄道に限らず、陸送・海運・空輸についても統合された。同法では以下に区分されていた。
- 利用運送事業 - 届出制。
  - 第一種利用運送事業 - 集配を伴わない単純利用運送
  - 第二種利用運送事業 - 自動車による集配付き利用運送
- 運送取次事業 - 登録制。コンビニの宅配便取扱など、荷主に対して運送責任を負わずに対価を得て運送の取次を行う。

これらは免許制から認可制となり、料金は運輸大臣への届出制であった。

### 2003年 貨物利用運送事業法
2003年には貨物利用運送事業法に改定された。
- 利用運送事業については、運賃・料金の届出制度が廃止され、自由価格制となった[6]。
- 貨物取次事業は規制が廃止され、届け出なしで誰でも自由に行えるようになった[12]。